# Secrets de famille (film, 2019)
 (juin 2021).
La mise en forme du texte ne suit pas les recommandations de Wikipédia : il faut le « wikifier ».
Les points d'amélioration suivants sont les cas les plus fréquents :
- Les titres sont pré-formatés par le logiciel. Ils ne sont ni en capitales, ni en gras.
- Le texte ne doit pas être écrit en capitales (les noms de famille non plus), ni en gras, ni en italique, ni en « petit »…
- Le gras n'est utilisé que pour surligner le titre de l'article dans l'introduction, une seule fois.
- L'italique est rarement utilisé : mots en langue étrangère, titres d'œuvres, noms de bateaux, etc.
- Les citations ne sont pas en italique mais en corps de texte normal. Elles sont entourées par des guillemets français : « et ».
- Les listes à puces sont à éviter, des paragraphes rédigés étant largement préférés. Les tableaux sont à réserver à la présentation de données structurées (résultats, etc.).
- Les appels de note de bas de page (petits chiffres en exposant, introduits par l'outil «  Source ») sont à placer entre la fin de phrase et le point final[comme ça].
- Les liens internes (vers d'autres articles de Wikipédia) sont à choisir avec parcimonie. Créez des liens vers des articles approfondissant le sujet. Les termes génériques sans rapport avec le sujet sont à éviter, ainsi que les répétitions de liens vers un même terme.
- Les liens externes sont à placer uniquement dans une section « Liens externes », à la fin de l'article. Ces liens sont à choisir avec parcimonie suivant les règles définies. Si un lien sert de source à l'article, son insertion dans le texte est à faire par les notes de bas de page.
- La présentation des références doit suivre les conventions bibliographiques. Il est recommandé d'utiliser les modèles {{Ouvrage}}, {{Chapitre}}, {{Article}}, {{Lien web}} et/ou {{Bibliographie}}. Le mode d'édition visuel peut mettre en forme automatiquement les références.
- Insérer une infobox (cadre d'informations à droite) n'est pas obligatoire pour parachever la mise en page.

Pour une aide détaillée, merci de consulter Aide:Wikification.
Si vous pensez que ces points ont été résolus, vous pouvez retirer ce bandeau et améliorer la mise en forme d'un autre article.
Pour les articles homonymes, voir Secret de famille (homonymie).
Pour plus de détails, voir Fiche technique et Distribution.
Secrets de famille est un long métrage dramatique écrit et réalisé par le réalisateur guadeloupéen Julien Dalle sorti en 2019. Le film est produit par la société Eye & Eye Productions.
Il s'agit de son troisième long métrage, après Les Konxs en 2007 et Retour au pays en 2009, avec la participation de Admiral T. Il s'agit également de sa seconde collaboration avec l'actrice guadeloupéenne Firmine Richard.
Cédric Ido, frère du comédien Cédric Ido, et Firmine Richard sont les deux rôles principaux du film.

## Synopsis
Paul est un jeune homme d'origine antillaise vivant à Londres. Brillant financier à la City, il s´autodétruit pourtant peu à peu en reniant ses origines, sa famille, et en bafouant sa femme et sa fille.

Tous se doutent qu'un terrible drame familial est la cause du changement de son comportement. Mais seul Paul peut sortir de son mutisme en affrontant son passé et les secrets qu'il recèle…

## Fiche technique
- Titre : Secrets de famille
- Réalisation et scénario : Julien Dalle
- Production : Jean-François Fidelin et Julien Dalle
- Société de production : Eye and Eye Productions
- Conseil réalisation : Fabrice Pierre
- Chef opérateur : Bryce Stone
- Son : David Datil
- Cadrage : Patrice Abaul
- Assistante de production : Anaïck Calif
- Chef électricité : Gary Rouyard
- Machinerie : Jean-Marc Albert
- Maquillage : Clothilde Lambadarios
- Costumes: Aurélie Foix
- Décors : Christine Souflard
- Montage : Frederic Monpierre, Marie Renée Adélaïde et Fead-J
- Bande originale : Kelyssa Créations
- Étalonnage et effets spéciaux : Fead-J / Kelyssa Création
- Pays d'origine : France
- Genre : Drame
- Durée : 52 minutes
- Date de sortie : décembre 2019

## Distribution
- Cédric Ido : Pierre Elie
- Firmine Richard : Juliette Elie
- Pascal Boulère dit Darkman : Jacques Elie
- Yohann Pisiou : Paul Elie
- Anthony Ferguson : Peter Elie
- Pierrre-Emmanuel Vey : Sean O'Connor
- Céline Ladure : Abigail O'Connor
- Ayhan Akyuez : Chauffeur de taxi
- Patrice Linot : Postier tracts / Fidèle églie

## Production

### Lieux de tournage
Le tournage a eu lieu à Londres.

## Distinctions
Ce film a obtenu les prix suivants:
- 2019: Prix du public du Cinéstar International Film Festival (CIFF) de Guadeloupe (France).
- 2020: Meilleur réalisateur masculin au Barcelona Planet Film Festival (Espagne)
- 2020: Meilleure bande annonce au ARFF Barcelona International Film Awards (Espagne)
- 2020: Prix d'Excellence Réalisateur Masculin au Depth of Field International Film Festival (Nassau, Bahamas)
- 2020: Five Continents International Film Festival (Puerto la Cruz, Venezuela)
  - Meilleur Film Dramatique
  - Firmine Richard Meilleure Actrice Principale
  - Julien Dalle Mention Spéciale Réalisateur
  - Jean-François Fidelin Mention Spéciale Producteur

Le film a été nommé dans les festivals suivants:
- 2020: Les Rimbaud du Cinema (Charleville-Mézières, France)
- 2020: Madrid Film Festival (Madrid, Espagne)
- 2020: Miami Independent Film Festival (Miami, Etats-Unis)
- 2020: San Francisco Black Film Festival (San Francisco, Etats-Unis)
- 2020: Switzerland International Film Festival (Aubonne, Suisse)
- 2020: Trinidad & Tobago Film Festival (Trinidad & Tobago)
- 2021: Roma Film Festival (Rome, Italie)
- 2021: Festival International du Film Panafricain de Cannes (Cannes, France)
- 2021: Montreal Independent Film Festival (Montreal, Canada)
- 2021: Nice International Film Festival (Nice, France)
- 2021: Osaka International Film Festival (Osaka, Japon)